# Юзеф Піус Дзеконський
Юзеф Піус Дзеконський (пол. Józef Pius Dziekoński, 19 березня 1844, Плоцьк — 4 лютого 1927, Варшава) — польський архітектор, автор проєктів великої кількості храмів у Польщі.

## Біографія
Народився 19 березня 1844 року у Плоцьку, в родині Антонія Дзеконського і Юзефи з Малевських. У 1852—1859 роках навчався в реальній гімназії у Варшаві. 1859 року (за іншими даними 1860) вступив до Варшавської школи мистецтв, яку через три роки реформою підвищено до рангу вищого навчального закладу. Серед викладачів Дзеконського були зокрема Стефан Балінський, Болеслав Подчашинський, Генрик Марконі. Взяв участь у маніфестаціях і підготовці до повстання 1863 року, через що три місяці провів у варшавській в'язниці «Павяк». Звільнений через брак доказів. Через повстання заклад було закрито і Дзеконський не завершив навчання. Хоч за іншими даними 1864 року закінчив його вже як Академію мистецтв (є також версія про закінчення у 1866).
Після навчання працював у майстернях архітекторів Адольфа Волінського, Марцелія Берента, Еміля Фальковського, і Юліана Анкевича. Пізніше керував роботами при будівництві Граєвської та Надвіслянської залізниць. 1871 року здав екзамен у Петербурзькій академії мистецтв, отримавши ступінь художника-архітектора III класу. Цим також забезпечив собі право на самостійне ведення будівельних робіт. Від початку 1870-х співпрацював з Едвардом Лілпопом, потім з архітектором Ціхоцьким. Пізніше працював уже самостійно. 1873 року іменований «співробітником у працях комісії з дослідження історії мистецтва» Академії знань у Кракові. 1902 року Петербурзькою академією мистецтв іменований академіком архітектури. 1906 року став одним з співзасновників Товариства опіки над пам'ятками минулого.
1919 року на своє 75-ліття відзначений званням почесного доктора Львівської політехніки, почесним професором Варшавської політехніки, почесним членом Товариства опіки над пам'ятками минулого, Кола архітекторів у Варшаві, Спілки польських будівничих. Магістрат Варшави заснував у місцевій політехніці стипендію імені Дзеконського, а Коло архітекторів — одноразову нагороду його імені за збудований протягом найближчих п'яти років костел.
Від 1870-х років займався вивченням готичної архітектури, її конструкційної частини. Автор проєктів великої кількості костелів. Перші храми походять із 1880-х років і відносяться до т. зв. «перехідного стилю» — поєднували романські деталі з готичними пропорціями і структурою. 1893 року церковна влада іменувала Дзеконського архітектором Варшавської архідієцезії. Власним коштом 1893 року видав перший зошит «Монографії парафіяльного костелу в Бендкові» («Monografia kościoła parafialnego w Będkowie»). Через те, що цензура скоротила її більш як на половину, відмовився видавати наступні частини (є також версія, про брак коштів). Проєкт костелу на 1000 осіб експонував 1873 року на виставці Товариства заохочення красних мистецтв у Варшаві (ймовірно, призначений для Ядова). 1910 року проєкти костелів Дзеконського були на виставці польських архітекторів у Львові. Існують складнощі з ідентифікацією деяких храмів та датуванням їхніх первинних проєктів через те, що під час Другої світової згоріла майстерня Дзеконського разом із документами і приватний архів його постійного співробітника Здислава Монченського.
Від 1906 року співпрацював із Товариством наукових курсів, де викладав історію середньовічної архітектури. Від 1914 року працював над створенням архітектурного факультету Варшавської політехніки. Був його першим деканом у 1915/16 і 1916/17 навчальних роках. Серед учнів Дзеконського були зокрема Чеслав Доманевський, Владислав Жихевич, Францішек Лілпоп, Здислав Монченський, Людвік Панчакевич, Тадеуш Шаньор.
Член журі конкурсу проєктів будинку страхового товариства «Росія» у Варшаві (1898), костелу Єлизавети у Львові (1903), віадука при мості на Віслі у Варшаві (1906). Член Кола архітекторів у Варшаві. На початку грудня 1908 року у складі делегації Кола брав участь у Першому з'їзді делегатів польських архітектурних кіл у Кракові. Обраний головуючим з'їзду.
Відзначений Офіцерським хрестом Ордену Відродження Польщі (2 травня 1922) і Кавалерським хрестом Ордену святого Григорія Великого. Помер 4 лютого 1927 у Варшаві. Похований на Повонзківському цвинтарі, поле № 25-II-4.

## Роботи

### У Варшаві
- Дім родини Шайблерів на вулиці Трембацькій (поч. 1870-х, спільно з Едвардом Лілпопом).[17]
- Неоготичний костел святого Флоріана в місцевості Прага. Збудований за проєктом, що переміг у конкурсі Товариства красних мистецтв від 1887 року серед 25 претендентів.[18] Будівництво завершено 1901 року.[3] Спорудженням займався будівельний підприємець Владислав Чосновський. Храм послужив основою для нереалізованого пізніше проєкту в Мінську.[19]
- Перебудова костелу Кароля Боромео на Повонзках у Варшаві. Проєкт постав за участі Чеслава Доманевського. Будівництво завершено не пізніше 1905.[20][2]
- Костел Найсвятішого Збавителя на вулиці Маршалковській. Спільно з архітекторами В. Жихевичем і Л. Панчакевичем.[2][21]
- Костел святого Станіслава в місцевості Воля. Спорудженню передував нереалізований проєкт перебудови старого храму.[22]
- Костел святих Петра і Павла в місцевості Кошики у Варшаві (спільно з архітектором Ціхоцьким).[1]
- Перебудова костелу святого Олександра на площі Трьох хрестів у Варшаві. Проведена за участі Чеслава Доманевського.[23][2]
- Шпиталь Немовляти Ісуса у Варшаві.[1]
- Дім Шленкерів.[3]
- Дім Морачинського на алеях Уяздовських, 26.[21]
- Неоготичний житловий будинок, з фасадом з облицювальної цегли на вулиці Маршалковській, 127.[21]
- Банк Вавельбергів на вулиці Фредра.[3]
- Трамвайні ремізи, електростанція і дім трамвайної дирекції.[3]
- Перебудова костелу Уяздовської парафії.[24]

### В інших населених пунктах
- Прибудова нового корпусу в ренесансно-барокових формах до старого пресбітерія в Беднарах, 1880—1885 роки. Існують помилкові версії про перебудови К. Войцеховського у 1893 і Л. Панчакевича у 1915—1923 (насправді існував нереалізований проєкт нового храму від Панчакевича, датований 1913 роком). Храм сильно постраждав від бойових дій у 1915 і 1939 роках і щоразу перебудовувався.[25]
- Костел у Ядові, неоготично-неороманський. Перший проєкт 1873 року, другий — 1881, будівництво завершено у 1886.[26]
- Костел у Закопаному, неоготично-неороманський. Проєкт 1876 року, будівництво з перервами тривало протягом 1877—1898.[9]
- Татранський музей імені Титуса Халубінського, проєкт 1892 року, У цьому ж році колекції були розміщені в новозбудованому будинку[27].
- Костел у Домброві-Вєлькій. Проєкт створено не пізніше 1881 року спільно зі Станіславом Кухажевським. Храм освячено 1925 року.[28]
- Неоготичний мавзолей Кароля Шайблера на євангелістському цвинтарі в Лодзі. Конкурсний проєкт 1885 року реалізовано у 1888. Співавтор Едвард Лілпоп. Каменярські роботи виконала фірма «Norblin i Heurteux».[29]
- Костел у Калушині, неоготичний, проєкт до 1887 року, будівництво у 1889—1893 роках.[30]
- Костел у Завадах, однонавовий, неоготично-неороманський. Проєкт створено до 1887.[30]
- Внутрішній вистрій каплиці Найсвятішого Сакраменту катедрального костелу у Плоцьку — вівтар, циборій, оздоблення інтер'єру мармуровими плитами. Проєкт після 1896 року.[31]
- Перебудова костелу в Білостоку. Дозвіл на початок будівництва від 1898 року. Цьому передували два проєкти будівництва нового, які так і не було здійснено.[32]
- Відбудова вежі в Ясній Гурі. Програма реставрації сформульована Дзеконським, Стефаном Шиллером і Славомиром Одживольським, передбачала відтворення вежі, але у більших розмірах. Проєкт Дзеконський виконав 1901 року спільно з Шиллером. Керував реконструкцією Шиллер у 1901—1906 роках. Усі троє архітекторів підготували також документацію на перебудову галереї, яка примикає до каплиці Найсвятішої Марії Панни. Роботи з її перебудови мали розпочатись 1910 року, але були зупинені через протести Товариства опіки над пам'ятками минулого.[33]
- Перебудова каплиці Кохановських при костелі Святого Хреста у Зволені. Проєкт 1896 року, реалізований у 1896—1902 роках за участі Владислава Чосновського.[34]
- Костел святого Станіслава у Червонці Соколовського повіту. Зального типу, споріднений за будовою із храмом у Колбелі. Проєкт 1893 року. Будувався протягом 1899—1902 років.[35]
- Окремостояча дзвіниця у Пщонові, Лодзького воєводства (не пізніше 1902).[24]
- Костел у Колбелі. Проєкт бл. 1890 року. Зального типу, споріднений за будовою з храмом у Червонці. Будувався протягом 1895—1903 років.[36]
- Костел у селі Попово-Косцельне. Зального типу. Проєкт 1900 року базується на формах пізньоготичного фарного костелу в містечку Лоуни в Чехії. За планом ідентичний до храму в Посвентному. Споруджений у 1900—1905 роках.[37]
- Костел у селі Посвентне. Проєкт 1901 року ідентичний до храму в Попово-Косцельному, однак фронтальна частина сильно видозмінена, невідомо чи з ініціативи Дзеконського. Реалізований у 1903—1906 роках.[38]
- Костел Святої Родини у селі Пшедеч. Зального типу. Базується на вісляно-балтійських формах костелу святої Анни у Вільнюсі. Проєкт 1900 року, реалізований у 1904—1907.[39]
- Костел святих Петра і Павла у Дембе-Вєльке, ідентичний за планом із костелом Константинова, відмінний у деталях фасаду. Проєкт 1905 року, реалізований у 1906—1908 роках.[40]
- Костел у Констанцині. Проєкт створено не пізніше 1908 року і початково призначався для села Стрикув[41] (так фігурує у статті Неневського від 1908 року[42]).
- Проєкт костелу в Казімежі (не пізніше 1908).[21]
- Проєкт костелу в Жекуні (не пізніше 1908).[21]
- Проєкт костелу у Свержі  (не пізніше 1908).[43]
- Костел Опіки Найсвятішої Марії Панни в Радомі. Проєкт 1896 року базувався на формах варшавського костелу св. Флоріана. Реалізовано у 1898—1908. Спорудженням займався підприємець Владислав Чосновський.[44]
- Костел у Константинові, ідентичний за планом з костелом у Дембе-Вєльке, дещо різниться фасадом. Проєкт 1905 року, реалізований у 1906—1909.[45]
- Костел у селі Камьонна Венгровського повіту. Частково базується на вісляно-балтійських формах костелу святої Анни у Вільнюсі. Проєкт 1905 року, реалізований у 1907—1909. Існував також нереалізований проєкт Ксаверія Маково-Маковського від кінця XIX ст.[46]
- Костел у селі Стрикув. Перший проєкт, створений не пізніше 1908 року був відкинутий (згодом реалізований у Констанцині). Другий проєкт від 1909 року реалізовано до 1912. Храм сильно постраждав під час Першої світової і був відбудований у середині 1920-х, скоріше за все вже без участі Дзеконського.[47]
- Костел у Баку. Проєкт близько 1903, реалізований у 1909—1912. Спорудженням керував Ян Плошко. Є також версія про авторство самого Плошка. Принаймні у деталях храм вирішений незвично для Дзеконського — зі зверненням до англійської готики. Дещо раніше існував також затверджений, але не реалізований проєкт Казімежа Скуревича.[48]
- Костел святого Томаша у Дзерженині. Проєкт 1903 року, будівництво тривало від 1910 до 1917. Однонавовий, з двома вежами, неоготичний з деякими народними елементами, просторова композиція близька до костелу в Завадах, спорудженого за проєктом Дзеконського у 1880-х. Храм сильно постраждав під час обидвох світових воєн, відбудований не повністю.[49]
- Костел у селі Длугосьодло. Проєкт 1906 року, реалізований у 1906—1908.[50]
- Костел у Насельську. 1895 року існував проєкт Дзеконського на перебудову старого храму. Пізніше розпочато будівництво нового. При цьому запозичено проєкт базиліки, початково призначений для Лятовича. Спорудження тривало протягом 1898—1909 років.[51]
- Перебудова фарного костелу святого Івана Хрестителя в Радомі. Проєкт 1906 року, реалізовано у 1908—1910 під керівництвом Станіслава Лампарського. Було розібрано головний фасад, добудовано нове прясло і вежу.[52]
- Костел у селі Мокреліпє. Проєкт 1905 року, будівництво тривало у 1906—1912.[53]
- Костел Преображення в Гарбові. Проєкт 1897 року. Реалізований у 1907—1912 роках.[54]
- Неоготичний костел у Гомбіні. Проєкт 1913 року. Знищений під час Другої світової.[55]
- Перебудова барокового костелу в Корці. Проєкт, ймовірно 1913 року, початок робіт 1914. Про деталі перебудови інформації немає. Достеменно відомо лише про прибудову восьмигранної каплиці до однієї з нав.[56]
- Костел святого Варфоломія в селі Лопенник. Проєкт 1906 року. Реалізований у 1909—1913 роках.[57]
- Необароковий костел Найсвятішого Серця Ісусового у Блонях Ленчицьких. Проєкт 1906 року. Реалізований у 1913—1916 роках.[58]
- Костел святого Варфоломія в Доманевіцах. Проєкт 1902 року. Реалізований у 1910—1919 роках.[59]
- Костел у Сточку-Луковському. Проєкт приблизно від 1900 року, неоготичний, близький за формами до костелу святого Станіслава у Варшаві. Будувався протягом 1909 — кінця 1920-х років.[60]
- Костел у Косуві-Ляцькому. Проєкт приблизно від 1905 року, у формах, споріднених із костелом святого Станіслава у Варшаві. Будувався протягом 1907—1924 років.[61]
- Костел у Варгоцині. Проєкт 1921 року, неоготичний, однак не пов'язаний зі стилем вісляно-балтійським. Реалізований у 1922—1925.[62]
- Костел святого Войцеха у Пухалах. Проєкт від близько 1905, будівництво тривало від 1908. Під час першої світової війни зруйновано вежі, відбудовані пізніше, але менших розмірів. Про будівельні роботи є згадки ще з 1930-х. Храм сильно зруйновано під час другої війни. На його фундаментах у 1970-х збудовано новий храм.[63]
- Парафіяльний костел у Мсцібові. За будовою подібний до храму в Бельську. Проєкт 1911 року, створений за участі Здислава Монченського. Будівництво на місці розібраного старого храму тривало до 1930-х. Від 1921 року керував спорудженням Стефан Шиллер. Не виключено, що Дзеконський переробив більш давній нереалізований проєкт Івана Плотникова від 1903 року.[64]
- Костел святого Войцеха у Хойнах Лодзинського воєводства, базилікового типу. Проєкт близько 1895 року, споруджувався у 1902-[1929]] роках.[65]
- Костел у Лятовичі. Ідентичний проєкт реалізовано в Насельську.[24]
- Добудова захристії в Сенні.[66]
- Костел у Шилале. Близький за будовою до храму св. Станіслава у Варшаві.[67]
- Костел у Стульгах. Близький за будовою до храму святого Станіслава у Варшаві.[67]
- Костел у Бельську. За будовою близький до храму у Мсцибові.[64]
- Костел у Грибові Новосондецького повіту. За будовою споріднений із варшавським храмом св. Станіслава.[68]
- Костел у селі Мішевко Стшалковське. Авторство Дзеконського дуже ймовірне, хоч не має документальних підтверджень.[69]
- Реконструкція костелу святої Анни у Вільнюсі.[2]
- Шпиталь у Скерневицях.[1]
- Костел у Жирардові, репліка костелу св. Флоріана у Варшаві.[70]

### Нереалізовані
- Проєкт від 1887 року костелу в селі Боби-Вєсь Янівського повіту. Замість нього від 1907 року будували значно більший храм за проєктом Владислава Лашкевича.[71]
- Проєкт розбудови і «реготизації» костелу в Насельську від 1895 року. Не реалізовано. Натомість розпочато будівництво нового.[72]
- Проєкти нового костелу в Білостоку. Перший варіант передбачав будівництво репліки варшавського костелу св. Флоріана на теренах закритого 1887 року цвинтаря святого Роха. Після 1896 існували плани будівництва в місцевості Старі Бояри. Дозвіл на будівництво не отримано, натомість перебудовано давній храм.[73]
- Проєкт розбудови старого костелу святого Станіслава у Варшаві в місцевості Воля. 1895 рік, співавтор Аполоніуш Неневський. Старий храм планувалось перетворити на ресбітерій. Не був реалізований через заборону будівництва у прифортечній зоні. Натомість неподалік збудовано повністю новий храм.[74]
- Проєкт прибудови вежі до фронту костелу в Станіславові Мінського повіту. Затверджений 1896 року.[75]
- Проєкт неоготичного костелу у Згежі, 1896 рік.[76]
- Проєкт костелу в Кужешині, кінець 1890-х. Храм зведено у 1920-х за проєктом іншого архітектора.[76]
- Проєкт неоготичного костелу в Любохні Лодзького воєводства, 1897 рік.[74]
- Проєкт костелу у Вількуві Лодзького воєводства, кінець 1890-х.[76]
- Альтернативний неоготичний проєкт костелу Найсвятішого Збавителя на вулиці Маршалковській у Варшаві (не пізніше 1901). Здобув «меншу» золоту медаль на конкурсі.[77]
- Проєкт костелу святого Миколая в Гомбіні близько 1903 року.[78]
- Проєкт костелу для Бжостковіц від 1901—1905. Є згадка у спогадах Монченського. Місцевість не ідентифікована.[79]
- Проєкт костелу для Долгобродів, 1906. Храм споруджено за проєктом іншого архітектора від 1927 року.[80]
- Проєкт костелу для села Немце, 1906 рік. До реалізації однак прийнято проєкт Яна Бжоско від 1907 року.[81]
- Проєкт костелу для Миколаєвиць, запланований замість старого дерев'яного, 1906.[79]
- Проєкт перебудови костелу святого Станіслава в селі Церекев Мазовецького воєводства, 1906. Перебудову здійснено значно пізніше за проєктом Стефана Шиллера від 1928 року.[82]
- Проєкт костелу в Томашеві від 1907 року. Неоготичний, зального типу. Мав постати на місці давнього дерев'яного храму з XVII ст. Задум не реалізовано через протест краківського Товариства опіки над польськими пам'ятками мистецтва і культури.[83]
- Проєкт костелу для села Бялашево, 1908. Пізніше на цьому місці збудовано інший дерев'яний храм.[79]
- Проєкт перебудови костелу у Тчові, 1908 рік.[84]
- Ескіз розбудови парафіяльного костелу в Каргові від 1911 року. Передбачав прибудову додаткової нави, а також нартекса до фронтального фасаду. Перебудову здійснено пізніше і за проєктом іншого архітектора від 1933 року.[85]
- Проєкт парафіяльного костелу в Мінську (не пізніше 1908).[86] Був реплікою варшавського костелу святого Флоріана, призначався для дільниці Золота Гірка.[87]
- Проєкт костелу в селі Орлув Муровани від 1907. З невідомих причин не був прийнятий до реалізації. Натомість 1909 року організовано конкурс проєктів і вже у 1920-х храм споруджено за планами Чеслава Пшибильського і Здислава Каліновського.[88]
- Нереалізований проєкт перебудови костелу у Зволені приблизно від 1910 року. Храм перебудовано у 1920-х за проєктом іншого автора.[89]
- Проєкт перебудови костелу святої Марії Магдалини в Доброводі Свентокшиського воєводства, створений спільно зі Здиславом Монченським. Експонувався 1910 року на виставці Захенти у Варшаві. Не був реалізований через початок війни.[82]
- Проєкт костелу для села Наревка, 1911. Замість нього пізніше збудовано дерев'яну каплицю за проєктом Адольфа Шишко-Богуша (тепер не існує).[80]
- Проєкт костелу в Коритниці Ласкажевській, 1912 рік.[90]
- Проєкт перебудови і збільшення костелу в Даугавпілсі від 1913 року. Перебудову здійснено у міжвоєнний період за проєктом іншого архітектора.[91]
- Проєкт добудови нави з куполом, двома каплицями і захристям до костелу у Файславицях від 1913 року.[92]

### Проблемна атрибуція
- Костел у Госцерадові. Помилково приписується Дзеконському у виданні «Katalog Zabytków Sztuki w Polsce». Справжній автор — Ксаверій Дроздовський.[93]
- Костел у Леонцині. Помилкова версія Станіслава Лози, автора словника польських будівничих.[94]
- Вежа костелу в селі Бяла-Равська. Відомо про намір Дзеконського від 1909 року добудувати вежу до фасаду. Не пізніше 1914 року вежу збудовано, як окрему споруду, однак чи за проєктом Дзеконського — не відомо.[95]